# Лавкі (Мазовецьке воєводство)
Лавкі (пол. Ławki) — село в Польщі, у гміні Пражмув Пясечинського повіту Мазовецького воєводства.
Населення — 234 особи (2011).
У 1975-1998 роках село належало до Варшавського воєводства.

## Демографія
Демографічна структура станом на 31 березня 2011 року:
|          | Загалом | Допрацездатний вік | Працездатний вік | Постпрацездатний вік |
| -------- | ------- | ------------------ | ---------------- | -------------------- |
| Чоловіки | 111     | 23                 | 75               | 13                   |
| Жінки    | 123     | 21                 | 76               | 26                   |
| Разом    | 234     | 44                 | 151              | 39                   |